# Ludogoreț Arena
Ludogoreț Arena este o arenă sportivă din Razgrad, Bulgaria. Este stadionul echipei PFK Ludogoreț Razgrad.
Această arenă are o capacitate de 10.200 locuri.